# Apleurotropis lacteicoxa
Apleurotropis lacteicoxa är en stekelart som först beskrevs av Girault 1915.  Apleurotropis lacteicoxa ingår i släktet Apleurotropis och familjen finglanssteklar. Inga underarter finns listade i Catalogue of Life.